# Воробьёв, Алексей Петрович (Герой Социалистического Труда)
Алексей Петрович Воробьёв (1928, Уралы, Большеуковский район — 8 ноября 1989, Омск) — советский передовик производства в оборонной промышленности. Герой Социалистического Труда (1971).

## Биография
Родился в 1928 году в селе Уралы, Большеуковского района Омской области.
В период Великой Отечественной войны, подростком — А. П. Воробьёв работал в колхозе «Пламя» Большеуковского района Омской области.
С 1949 по 1952 годы служил в рядах Советской Армии.
С 1952 года после увольнения из рядов из Вооруженных Сил переехал в Омск, и устроился работать на плавильный цех в Омский завод транспортного машиностроения Министерства оборонной промышленности СССР.
С 1952 по 1982 годы работал на оборонном предприятии, занимая последовательно должности — подручным плавильщика, плавильщиком и бригадиром плавильщиков. А. П. Воробьёв освоил скоростные плавки металла высших марок и варил броневую сталь для нужд оборонной промышленности.
26 апреля 1971 года «закрытым» Указом Президиума Верховного Совета СССР «за выдающиеся успехи в труде» Алексей Петрович Воробьёв был удостоен звания Героя Социалистического Труда с вручением Ордена Ленина и золотой медали «Серп и Молот».
После выхода на пенсию жил в городе Омске.
Умер в 1989 году. Похоронен на Старо-Северном кладбище.

## Награды
- Медаль «Серп и Молот» (26.04.1971)
- Орден Ленина (26.04.1971)